# Millicent Fenwick
Millicent Fenwick est une femme politique américaine, née Millicent Vernon Hammond le 25 février 1910 et morte le 16 septembre 1992. Membre du Parti républicain, elle représente le New Jersey à la Chambre des représentants des États-Unis de 1975 à 1983.

## Biographie
Millicent Fenwick est issue d'une famille aisée. Sa mère meurt lors du torpillage du RMS Lusitania, auquel son père Ogden H. Hammond survit. Elle suit son père en Espagne lorsque celui-ci est nommé ambassadeur par le président Calvin Coolidge. Après un mariage de quatre ans avec Henry Frenwick, réprouvé par sa famille et avec qui elle a deux enfants, Millicent Fenwick devient auteure et éditrice de Vogue,. En 1948, elle publie le livre Vogue's Book of Etiquette, qui se vend à plus d'un million d'exemplaires.
Dans les années 1930-1940, elle rejoint plusieurs associations pour les droits civiques (NCCJ, NAACP) puis s'investit en politique. Fenwick est élue au conseil municipal de Bernardsville en 1958 puis à l'Assemblée générale du New Jersey en 1969. En 1973, elle est nommée à la tête du département des affaires des consommateurs du New Jersey par le gouverneur William T. Cahill (en).
En 1974, elle est élue à la Chambre des représentants des États-Unis. Durant son mandat, Fenwick est une républicaine libérale. Elle est surnommée « la conscience du Congrès » pour ses indignations contre les tactiques politiciennes et le manque d'éthique.
En 1982, les circonscriptions du New Jersey sont redécoupées. Plutôt que d'affronter un collègue républicain, elle choisit de se présenter au Sénat des États-Unis. Elle est battue de justesse par le démocrate Frank Lautenberg. Après sa défaite, elle est nommée ambassadrice des États-Unis auprès de l'Organisation des Nations unies pour l'alimentation et l'agriculture par Ronald Reagan, poste qu'elle conserve jusqu'en 1987,.